# Hankinson
La ville de Hankinson est située dans le comté de Richland, dans l’État du Dakota du Nord, aux États-Unis. Lors du recensement de 2010, sa population s’élevait à 919 habitants.

## Démographie
| 1900 | 1910  | 1920  | 1930  | 1940  | 1950  |
| ---- | ----- | ----- | ----- | ----- | ----- |
| 713  | 1 503 | 1 477 | 1 400 | 1 420 | 1 409 |

| 1960  | 1970  | 1980  | 1990  | 2000  | 2010 |
| ----- | ----- | ----- | ----- | ----- | ---- |
| 1 285 | 1 125 | 1 158 | 1 038 | 1 058 | 919  |

## Source
- (en) Cet article est partiellement ou en totalité issu de l’article de Wikipédia en anglais intitulé « Hankinson, North Dakota » (voir la liste des auteurs).